# DoReDoS
DoReDos is een Moldavische muziekgroep.

## Biografie
DoReDos werd in 2011 opgericht in Rîbnița. In 2015 en 2016 namen ze deel aan de Moldavische preselectie voor het Eurovisiesongfestival. Ze eindigden respectievelijk op de zesde en vierde plek. In 2017 wonnen ze namens Moldavië New Wave. Na een sabbatjaar nam DoReDos in 2018 weer deel aan de preselectie voor het Eurovisiesongfestival, ditmaal met succes. Met het nummer My lucky day mochten ze aldus Moldavië vertegenwoordigen op het Eurovisiesongfestival 2018, gehouden zal in de Portugese hoofdstad Lissabon, en eindigden in de finale als tiende.
2005: Zdob și Zdub · 
2006: Arsenium & Natalia Gordienko · 
2007: Natalia Barbu · 
2008: Geta Burlacu · 
2009: Nelly Ciobanu · 
2010: SunStroke Project & Olia Tira · 
2011: Zdob și Zdub · 
2012: Pasha Parfeny · 
2013: Aliona Moon · 
2014: Cristina Scarlat · 
2015: Edoeard Romanjoeta · 
2016: Lidia Isac · 
2017: SunStroke Project · 
2018: DoReDoS · 
2019: Anna Odobescu · 
2021: Natalia Gordienko · 
2022: Zdob și Zdub & Frații Advahov · 
2023: Pasha Parfeny · 
2024: Natalia Barbu